# Vårskärvfrö
Vårskärvfrö (Noccaea perfoliata) är en växtart i familjen korsblommiga växter.